# Bell Acres
Bell Acres è un comune (borough) degli Stati Uniti d'America, nella contea di Allegheny nello Stato della Pennsylvania. Fa parte dell'area metropolitana di Pittsburgh. Secondo il censimento del 2010 la popolazione è di 1.388 abitanti.

## Società

### Evoluzione demografica
La composizione etnica vede una prevalenza della razza bianca (94,2%) seguita da quella asiatica (2,7%).
| borough di Bell Acres Popolazione |       |
| 2000                              | 1.382 |
| 2010                              | 1.388 |